# Рунку (Ілфов)
Рунку (рум. Runcu) — село у повіті Ілфов в Румунії. Входить до складу комуни Даскелу.
Село розташоване на відстані 18 км на північний схід від Бухареста, 127 км на південь від Брашова.

## Населення
За даними перепису населення 2002 року у селі проживали 18 осіб, усі — румуни. Усі жителі села рідною мовою назвали румунську.